# یونا سونودا
یونا سونودا (انگلیسی: Yuna Sonoda؛ زادهٔ ۱۰ فوریهٔ ۱۹۹۹) بازیکن فوتبال اهل ژاپن است.